# Podsavezna nogometna liga Tuzla 1962./63.
Podsavezna nogometna liga Tuzla, također i kao "Tuzlanska podsavezna liga" je bila liga petog stupnja nogometnog prvenstva Jugoslavije u sezoni 1962./63. 
 Sudjelovalo je 11 klubova, a prvak je bio "Lukavac". 

## Ljestvica
| mj. | klub               | ut. | pob. | ner. | por. | gol+ | gol- | bod |
| --- | ------------------ | --- | ---- | ---- | ---- | ---- | ---- | --- |
| 1.  | Lukavac            | 20  | 14   | 4    | 2    | 75   | 17   | 32  |
| 2.  | Drina Zvornik      | 20  | 13   | 5    | 2    | 93   | 26   | 31  |
| 3.  | Jedinstvo Tuzla    | 20  | 14   | 2    | 4    | 71   | 19   | 30  |
| 4.  | Mramor             | 20  | 10   | 4    | 6    | 41   | 32   | 24  |
| 5.  | Bratstvo Gračanica | 20  | 10   | 3    | 7    | 48   | 41   | 23  |
| 6.  | Bratstvo Bratunac  | 20  | 7    | 3    | 10   | 27   | 36   | 18  |
| 7.  | Majevica Lopare    | 20  | 7    | 3    | 10   | 37   | 65   | 17  |
| 8.  | BSK Bokavići       | 20  | 6    | 5    | 9    | 24   | 49   | 17  |
| 9.  | Partizan Modrac    | 20  | 6    | 1    | 13   | 28   | 59   | 13  |
| 10. | Napredak Turija    | 20  | 4    | 0    | 16   | 30   | 84   | 8   |
| 11. | Mladost Turija     | 20  | 3    | 1    | 16   | 18   | 64   | 7   |

## Rezultatska križaljka
| kratica | klub               | BRAB | BRAG | BSK | DRI | JED | LUK | MAJ | MLA | MRA | NAP | PAR |
| --- | ------------------ | ---- | ---- | --- | --- | --- | --- | --- | --- | --- | --- | --- |
| BRAB | Bratstvo Bratunac  |      |      |     |     |     |     |     |     |     |     |     |
| BRAG | Bratstvo Gračanica |      |      |     |     |     |     |     |     |     |     |     |
| BSK | BSK Bokavići       |      |      |     |     |     |     |     |     |     |     |     |
| DRI | Drina Zvornik      |      |      |     |     |     |     |     |     |     |     |     |
| JED | Jedinstvo Tuzla    |      |      |     |     |     |     |     |     |     |     |     |
| LUK | Lukavac            |      |      |     |     |     |     |     |     |     |     |     |
| MAJ | Majevica Lopare    |      |      |     |     |     |     |     |     |     |     |     |
| MLA | Mladost Turija     |      |      |     |     |     |     |     |     |     |     |     |
| MRA | Mramor             |      |      |     |     |     |     |     |     |     |     |     |
| NAP | Napredak Turija    |      |      |     |     |     |     |     |     |     |     |     |
| PAR | Partizan Modrac    |      |      |     |     |     |     |     |     |     |     |     |
| |                    |      |      |     |     |     |     |     |     |     |     |     |
| podebljan rezultat - utakmice od 1. do 11. kola (1. utakmica između klubova) rezultat normalne debljine - utakmice od 12. do 22. kola (2. utakmica između klubova) rezultat nakošen - nije vidljiv redoslijed odigravanja međusobnih utakmica iz dostupnih izvora rezultat nakošen i smanjen * - iz dostupnih izvora nije uočljiv domaćin susreta prekrižen rezultat - poništena ili brisana utakmica p - utakmica prekinuta 3:0 p.f. / 0:3 p.f. - rezultat 3:0 bez borbe n.i. - nije igrano |                    |      |      |     |     |     |     |     |     |     |     |     |

 Izvori: 

## Unutrašnje poveznice
- Međupodsavezna liga Brčko – Doboj – Tuzla 1962./63.
- Međupodsavezna liga Tuzla 1962./63.